# Hull House

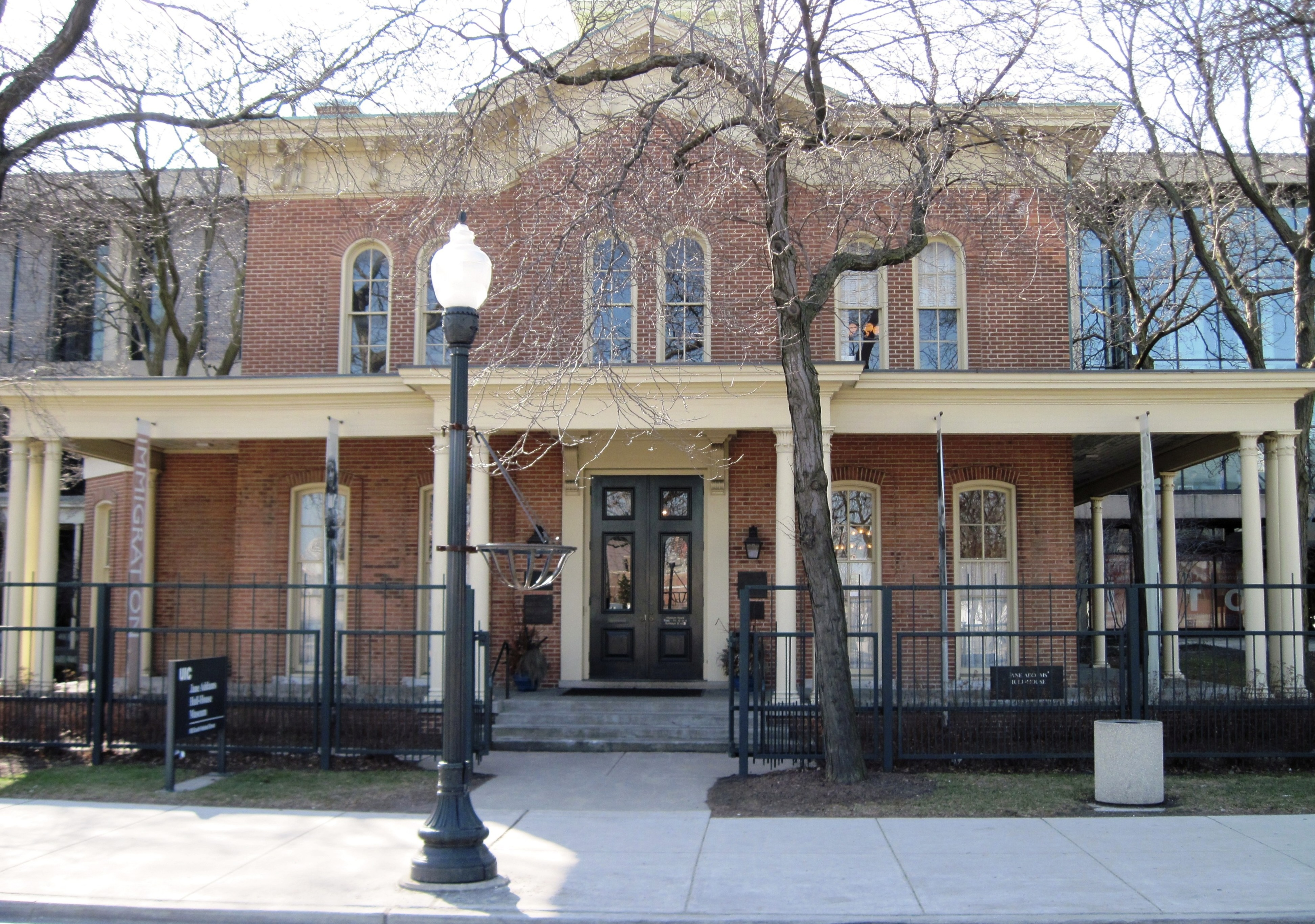
Hull House i Chicago

Hull House grundades 1889 som ett allaktivitetshus och bär namnet efter dess förra ägare. Jane Addams inspirerades av Londons hemgårdar (settlement houses) och kom att starta ett i Chicago. Hull House påverkade den offentliga politiken för folkhälsa och utbildning, yttrandefrihet, bättre  arbetskraftsförhållanden, invandrares rättigheter, rekreation och det offentliga rummet, konst, och filantropi. Man hade ett nära samarbete med Chicagoskolan vid University of Chicago. Hull House upprättande Chicagos första offentliga lekplats och offentliga konstgalleri. 

## Källhänvisningar
1. ↑  Gunnel och Harald Swedner (1989). ”Hull House - ett hundraårsminne. Om kvinnorna och männen kring hemgården på ´Near West Side´ i Chicago”. Socionomen nr 8/1989, sid 17-24.